# Bobby Rahal
Robert »Bobby« Woodward Rahal,  ameriški dirkač Formule 1 in serije CART, * 10. januar 1953, Medina, Ohio, ZDA.
V Formuli 1 je Bobby Rahal kot dirkač moštva Wolf nastopil na dveh severnoameriških dirkah v sezoni 1978. Debitiral je na domači dirki za Veliko nagrado ZDA, ki je bila predzadnja dirka sezone, in dosegel dvanajsto mesto. Na zadnji dirki sezone za Veliko nagrado Kanade je odstopil. Pred začetkom sezone 1979 je moštvo Wolf, ki je nastopalo z le enim dirkalnikom, podpisalo pogodbo z Jamesom Huntom. Rahal nato v Formuli 1 ni več nastopil. V sezoni 1979 je do predzadnje dirke sezone redno nastopal v evropskem prvenstvu Formule 2, potem pa se je vrnil v ZDA.
Med sezonama 1982 in 1998 je redno dirkal v severnoameriškem prvenstvu formul CART, kjer je v sezonah 1986, 1987 in 1992 osvojil naslov dirkaškega prvaka. Leta 1986 je zmagal na dirki Indianapolis 500. V 18 sezonah v prvenstvu CART se je udeležil 266 dirk, dosegel 24 zmag in 88 uvrstitev na stopničke.

## Popolni rezultati Formule 1
(legenda) (odebeljene dirke pomenijo najboljši štartni položaj, poševne pa najhitrejši krog, †-uvrščen kljub odstopu)
| Leto | Moštvo             | Šasija   | Motor       | 1   | 2   | 3   | 4    | 5   | 6   | 7   | 8   | 9   | 10 | 11  | 12  | 13  | 14  | 15     | 16      | Prv | Toč |
| ---- | ------------------ | -------- | ----------- | --- | --- | --- | ---- | --- | --- | --- | --- | --- | -- | --- | --- | --- | --- | ------ | ------- | --- | --- |
| 1978 | Walter Wolf Racing | Wolf WR5 | Cosworth V8 | ARG | BRA | JAR | ZZDA | MON | BEL | ŠPA | ŠVE | FRA | VB | NEM | AVT | NIZ | ITA | ZDA 12 |         | -   | 0   |
| 1978 | Walter Wolf Racing | Wolf WR1 | Cosworth V8 |     |     |     |      |     |     |     |     |     |    |     |     |     |     |        | KAN Ret | -   | 0   |